# Galeola lindleyana
Galeola lindleyana es una especie de orquídea de hábitos terrestres. Son plantas saprofitas que viven en estrecha simbiosis con hongos micorrizas.

## Descripción
Es una orquídea de hábitos terrestres con un tamaño gigante,  crece con un color rojizo, con muchas vainas cortas, agudas en la parte inferior y, básicamente, desnudos, sin hojas. Florece en una inflorescencia paniculada erguida, con ramas colgantes.

## Distribución
Se encuentra en el Taiwán, China, Sumatra, el Himalaya, Nepal, Bután, Assam y el Himalaya occidental en bosques siempre verdes cubiertos de musgo en las elevaciones de 1500 a 3600 metros.

## Taxonomía
Galeola lindleyana fue descrita por (Hook.f. & Thomson) Rchb.f. y publicado en Xenia Orchidacea 2: 78, en el año 1865.
Sinonimia
- Cyrtosia lindleyana Hook.f. & Thomson	basónimo
- Erythrorchis lindleyana (Hook.f. & Thomson) Rchb.f.
- Galeola kwangsiensis Hand.-Mazz.
- Galeola lindleyana var. unicolor Hand.-Mazz.
- Galeola matsudae Hayata[5]